# 제리 매티퍼래
제러마이어 매티퍼래(영어: Jeremiah Mateparae, 1954년 11월 14일 ~ )는 뉴질랜드 영국 고등판무관이다. 일전에는 제20대 뉴질랜드 총독, 제9대 니우에 여왕대리인을 지냈다. 그는 폴 리브스 이후 두 번째 마오리족 출신 총독이다. 뉴질랜드군 육군 장교 출신인 그는 2006년부터 2011년까지 군 참모총장을 지냈으며, 2011년 2월 7일부터 7월 1일까지 정부통신보안부장을 지냈다. 2011년 3월 8일 총독으로 선출되었으며 8월 31일 정식으로 취임했다.